# 침곡역
침곡역(寢谷驛)은 전라남도 곡성군 오곡면 침곡리에 있는 섬진강 기차마을의 역이다. 본래 전라선의 철도역이었으며, 당시 여객수송 목적 없이 산림자원 수송을 위해 일제가 설치하였다. 재개업 후 이 역에서는 매일 5회의 레일바이크가 출발한다.

## 연혁
- 1936년 12월 16일 : 무배치간이역으로 영업 개시
- 1944년 6월 15일 : 폐지[1]
- 2004년 4월 : 레일바이크 개통과 동시에 재개업